# Маленькая колдунья (мультфильм)
«Маленькая колдунья» — советский рисованный мультфильм 1991 года, поставленный режиссёром Геннадием Сокольским по мотивам одноимённой сказки (1957) Отфрида Пройслера.

## Сюжет
Маленькая колдунья посещает шабаш ведьм в Вальпургиеву ночь. Её тётка Румпумпель, увидев свою юную племянницу, докладывает об этом главной ведьме. Та отчитывает девочку за этот проступок, однако колдунья сообщает, что она хорошо колдует и имеет право называться настоящей ведьмой. Главная ведьма даёт девочке год, чтобы та подготовилась и сдала экзамен, который покажет, настоящая ли она ведьма или нет. В наказание у маленькой колдуньи отбирают метлу, и она идёт домой пешком.
В течение года Колдунья готовится к экзамену и грозится отомстить своей тётке за то, что она выдала её. Её мудрый ручной ворон Абрахас советует использовать колдовство только в добрых намерениях. Колдунья прислушивается к его словам. Так она защищает лошадь, которую беспощадно колотил извозчик. Всё это время за ней следит тётка Румпумпель и постоянно негодует от того, что племянница совершает хорошие поступки вместо плохих.
Однажды Колдунье вздумалось колдовать в пятницу, что ведьмам категорически запрещено. К ней забредают брат и сестра Томас и Врони. Колдунья устраивает им радушный приём. Ребята рассказывают девочке о том, что их отец отдал их любимого бычка на конкурс стрелков (в качестве главного приза). Колдунья обещает им помочь вернуть их любимца. В день состязания она подставляет опытных стрелков и помогает юному Томасу одержать победу.
Зимой Колдунья встречает двух плачущих старушек, которым местный лесничий запретил собирать хворост, и теперь они вынуждены замерзать. Девочка с помощью чар заставляет лесничего собрать хворост и любезно предоставить его старушкам, а те благодарят её за помощь.
Наступил день экзамена. Колдунья успешно выполняет задания чародеек, и Главная Ведьма собирается признать в ней хорошую волшебницу. Но тётка Румпумпель докладывает ей о том, чем девочка занималась в течение года. Это приводит в бешенство главную ведьму, ведь по её мнению хорошая ведьма — это та, которая совершает только плохое. Колдунья отказывается от такой участи. Тогда Главная Ведьма с помощью волшебной кофемолки собирается стереть все её добрые дела в порошок. В ответ на это девочка превращает всех ведьм в стаи летучих мышей и улетает домой.

## Роли озвучивали
- Наталья Державина — Маленькая колдунья
- Армен Джигарханян — ворон Абрахас
- Юрий Волынцев — лесничий
- Борис Новиков — Главная ведьма
- Сергей Цейц — возчик пива
- Всеволод Ларионов — старшина стрелков
- Ефим Кациров — тётка Румпумпель
- Вячеслав Богачёв — хозяин лавки / ведьма, говорящая: «Сделай из одного два!»
- Анатолий Баранцев — ведьма, говорящая: «Сотвори-ка нам что-нибудь прохладненького!»
- Ирина Карташёва — 1-я старушка
- Мария Виноградова — 2-я старушка
- Ольга Маркелова — Томас
- Майя Чеховская — Врони

## Создатели
- Автор сценария: Генрих Сапгир
- Кинорежиссёр: Геннадий Сокольский
- Художник-постановщик: Татьяна Сокольская
- Композитор: Филипп Кольцов
- Кинооператор: Александр Чеховский
- Звукооператор: Владимир Кутузов
- Художники-мультипликаторы: Александр Маркелов, Геннадий Сокольский
- Ассистенты художника: Валентина Трофимова, Ирина Лебедева, Наталья Турыгина
- Ассистент режиссёра: Татьяна Герасименко
- Монтажёр: Наталия Степанцева
- Редактор: Татьяна Папорова
- Директора съёмочной группы: Бэла Ходова, Елена Васина